# Homogénéisation
Ne doit pas être confondu avec Homogénéisation  (biologie).
Dans les mathématiques et la physique, l'homogénéisation, est un champ scientifique qui s'est développé à partir des années 1970 et qui a pour objet l'étude de systèmes multi-échelles. Plus précisément, l'homogénéisation s'attache à l'étude d'équations aux dérivées partielles dont un terme oscille fortement. Ces oscillations sont généralement liées à l'étude de milieux présentant des hétérogénéités à l'échelle microscopique (par exemple, des matériaux composites). L'objet de la théorie de l'homogénéisation est de proposer une équation « effective » (ou  « homogénéisée ») généralement plus simple, qui décrive le comportement de la solution de l'équation considérée dans la limite où la petite échelle tend vers 0. Un des buts de cette théorie est de simplifier ainsi la simulation numérique de systèmes physiques complexes faisant intervenir plusieurs échelles.

## Domaines d'applications
Initialement conceptualisée pour des équations elliptiques, la méthode d'homogénéisation par l'analyse asymptotique s'étend à divers types d'équations stationnaires ou non, à commencer par les équations de transport décrites par une équation de Boltzmann dont la diffusion constitue une approximation qui est retrouvée par cette approche. On trouve ainsi des exemples d'application dans des domaines aussi divers que la diffusion de masse ou de chaleur, la mécanique des fluides ou le transfert radiatif. Elle s'applique également à la mécanique des milieux continus, ou l'électromagnétisme.

## Exemple d'une équation elliptique
On traite ici de la méthode utilisant un développement asymptotique sur l'exemple d'une équation elliptique. L'utilisation de cette technique nécessite que le milieu considéré ait une structure spécifique: périodique (comme ci-dessous), presque-périodique, ou encore aléatoire avec des propriétés de stationnarité et d'ergodicité,.
On considère ici une équation elliptique pour la fonction inconnue u(x) dans le domaine {\displaystyle {\mathcal {D}}\subset \mathbb {R} ^{d}}
{\displaystyle \left\{{\begin{array}{rcl}-\nabla \cdot \left({\mathsf {A}}\left(\mathbf {x} \right)\cdot \nabla u(\mathbf {x} )\right)&=&f(\mathbf {x} )\,,\quad \mathbf {x} \in {\mathcal {D}}\\[0.6em]u|_{\partial {\mathcal {D}}}&=&g\end{array}}\right.}
où {\displaystyle f}est un terme source et {\displaystyle g} est la donnée au bord imposée. On suppose que la matrice {\displaystyle {\mathsf {A}}} est définie positive (éventuellement symétrique).
Le problème est défini sur un milieu comportant une échelle de variation lente x et une échelle de variation rapide {\displaystyle y={\frac {\mathbf {x} }{\varepsilon }}} où ε mesure l'échelle microscopique
{\displaystyle -\nabla \cdot \left({\mathsf {A}}\left(\mathbf {y} \right)\cdot \nabla u^{\varepsilon }(\mathbf {y} )\right)=f(\mathbf {x} )}
Lorsque ε tend vers 0, cette équation peut être efficacement approximée par une équation — dite équation homogénéisée — faisant intervenir une matrice {\displaystyle {\mathsf {A}}^{\star }} qui s'écrit
{\displaystyle -\nabla \cdot \left({\mathsf {A}}^{\star }(\mathbf {x} )\cdot \nabla u^{\star }(\mathbf {x} )\right)=f(\mathbf {x} )}
dans le sens où 
{\displaystyle \lim \limits _{\varepsilon \to 0}u^{\varepsilon }(\mathbf {x} )=u^{\star }(\mathbf {x} )}
Dans le cas où  {\displaystyle {\mathsf {A}}(\mathbf {y} )} est un coefficient périodique, la matrice homogénéisée {\displaystyle {\mathsf {A}}^{\star }} est constante, d'où une simplification substantielle du problème. 

### Analyse asymptotique
- Le milieu est supposé périodique de cellule {\displaystyle {\mathcal {E}}=[0,1]^{d}}. C'est-à-dire que, pour {\displaystyle (\mathbf {e} _{i})} la base canonique de {\displaystyle \mathbb {R} ^{d}}, on a

{\displaystyle {\mathsf {A}}(\mathbf {x} +\mathbf {e} _{i})={\mathsf {A}}(\mathbf {x} ){\text{ pour tout }}i\in \{1,\cdots ,d\}}
- x et y sont considérées comme des variables indépendantes. On a donc

{\displaystyle u(\mathbf {x} )=u^{\varepsilon }(\mathbf {x} ,\mathbf {y} )\qquad \Rightarrow \qquad \nabla =\nabla _{x}+{\frac {1}{\varepsilon }}\nabla _{y}\,,\quad \nabla \cdot =\nabla _{x}\cdot +{\frac {1}{\varepsilon }}\nabla _{y}\cdot }
La solution est développée sous forme d'une série de Hilbert, où chaque terme est périodique par rapport à la seconde variable {\displaystyle \mathbf {y} }
{\displaystyle u^{\varepsilon }(\mathbf {x} ,\mathbf {y} )=u_{0}(\mathbf {x} ,\mathbf {y} )+\varepsilon u_{1}(\mathbf {x} ,\mathbf {y} )+\varepsilon ^{2}u_{2}(\mathbf {x} ,\mathbf {y} )+\cdots }
On obtient ainsi
{\displaystyle \nabla u^{\varepsilon }=\varepsilon ^{-1}\nabla _{y}u_{0}+\sum _{i=0}^{\infty }\varepsilon ^{i}\left(\nabla _{y}u_{i+1}+\nabla _{x}u_{i}\right)}
Le regroupement des termes du même ordre permet d'obtenir à l'ordre 0 l'équation homogénéisée
{\displaystyle -\nabla _{x}\cdot \left({\mathsf {A}}^{\star }\nabla _{x}u_{0}\right)=f}
où  {\displaystyle {\mathsf {A}}^{\star }} est une matrice constante obtenu par la résolution d'un problème à l'échelle locale.
Dans le cas monodimensionnel, on peut même obtenir une expression explicite de la matrice homogénéisée: il s'agit de la moyenne harmonique de la matrice {\displaystyle {\mathsf {A}}}:

{\displaystyle {\mathsf {A}}^{\star }=\left(\left\langle {\mathsf {A}}^{-1}\right\rangle \right)^{-1}}

## Référence
1. ↑  (en) A. Bensoussan, J.-L. Lions et G. Papanicolaou, Asymptotic Analysis for Periodic Structures, Amsterdam, North-Holland, 1978, 699 p. (ISBN 978-0-08-087526-2, lire en ligne)
2. ↑  (en) Luc Tartar, The General Theory of Homogenization, Springer, 2009, 210 p. (ISBN 978-90-481-5142-4)
3. ↑  (en) S. Nemat-Nasser et M. Hori, Micromechanics : Overall Properties of Heterogeneous Materials, North-Holland, 1999 (ISBN 0-444-50084-7)
4. ↑  (en) Allaire, Conception optimale des structures, Springer, 2002, p. 176-190
5. ↑  (en) S. M. Kozlov, « Homogenization of Random Operators », Sbornik Mathematics, vol. 37, no 2,‎ 1980, p. 167-180
6. ↑  (en) G. C. Papanicolaou et S. R. Varadhan, « Boundary Value Problems with Rapidly Oscillating Coefficients », Seria Colloquium Mathematical Society Janos Bolyai, vol. 27,‎ 1981, p. 835-873